# Pays de Fauquemont
 (novembre 2024).

Les trois Pays d'Outremeuse, le pays de Fauquemont en bleu.

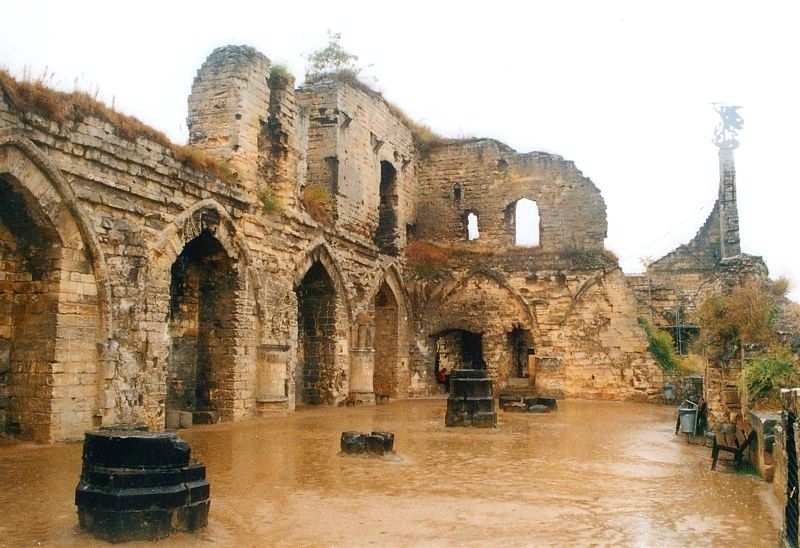
Salle des chevaliers du château de Fauquemont.

La division des Pays d'Outremeuse entre l'Espagne et la République (1661)

Le Pays de Fauquemont ou la seigneurie de Fauquemont était une seigneurie, puis un comté à partir de 1357, avec comme centre le château de Fauquemont. La zone est maintenant située dans le sud du Limbourg néerlandais.

## Géographie
Géographiquement, le pays couvrait la zone centrale de la vallée de la Gueule, qui a ensuite été élargie au nord. À partir de 1334, elle possédait également une enclave: la seigneurie d'Eijsden. Dans la zone centrale se trouvait une enclave: le domaine ecclésiastique Vaesrade. De plus, la seigneurie de Wijnandsrade était prêtée à Fauquemont, mais il jouissait de l'Immédiateté impériale.
D'un point de vue administratif, la région a longtemps formé un tout : l'ensemble des villages et des paroisses étaient directement placées sous la souveraineté de Fauquemont. Au fil du temps, et surtout après 1500, certains villages ont été élevés au rang de seigneuries vassales. Toutes les seigneuries vassales ont été prêtées à Fauquemont, à l'exception de Geleen, qui fut rattachée au Brabant en 1609.
D'un point de vue juridique, la zone était composée de quatre districts. Chaque district avait un tribunal principal (c.-à-d. Une cour d' appel), ce que plusieurs échevins locaux (c.-à-d. Les tribunaux de première instance) permettaient. La plus haute juridiction était réservée à une cour suprême à Fauquemont, mais le tribunal principal de Heerlen avait également cette compétence depuis longtemps.
- Le district de Heerlen était situé au nord-est. C'était le plus grand et provenait de la seigneurie originale de Heerlen. Plus tard, les lieux Schaesberg, Hoensbroek, Brunssum (avec Schinveld et Jabeek) et Oirsbeek (avec Amstenrade, Merkelbeek et Bingelrade) ont été élevés comme des seigneuries indépendantes. Après cela, la seigneurie de Heerlen ne contenait que les villages de Heerlen, Nieuwenhagen, Voerendaal et Ubachsberg.
- Au nord-ouest se trouvait le district de Beek, avec les villages d' Oensel, Kelmond, Geverik, Beek et Neerbeek. Les villages de Geleen (avec Spaubeek) et Schinnen sont devenus des seigneuries indépendantes. Geleen a même été élevé comme «comté de Geleen» en 1654.
- Dans le sud-ouest se trouvait le district de Meerssen. Au nord, il comprenait les seigneuries de Meerssen, Bunde, Itteren, Ulestraten et Geulle; au sud les villages d'Amby et de Houthem .
- Au sud-est se trouvait le quartier de Klimmen: Schimmert, Hulsberg et la seigneurie plus tardive de Nuth . En ce qui concerne la perception des impôts, cela comprenait également Vieux-Fauquemont, Strucht, Schin op Geul (sauf en 1557-1593 et à partir de 1630, lorsque ce village avait son propre tribunal principal) et Eijsden .

## Histoire
Le Pays de Fauquemont s'est lentement mais sûrement élargi grâce à l'accumulation à long terme de biens et de droits dans la région, à partir des bannerets qui régnaient depuis Vieux-Fauquemont. De cette façon, ils se sont petit-à-petit développés jusqu'à devenir les plus puissants seigneurs dans la région au XIIIe siècle. Ce faisant, ils sont régulièrement entrés en conflit avec les autres superpuissances en progression: Juliers, Gueldre et Liège. Le Brabant a également tenté de développer une position sur la rive droite de la Meuse. Cela a conduit, entre autres, à la Bataille de Worringen (1288) puis au siège de Fauquemont.
Par héritage, le Pays de Fauquemont est entré en possession des seigneurs de Heinsberg en 1118. En 1352, cette dynastie s'éteignit. En 1357, la seigneurie de Fauquemont fut élevée au rang de comté. Le nouveau seigneur, le duc Guillaume VI de Juliers, avait besoin d'argent et promit Fauquemont à son rival le duc de Brabant (1364). Ils ont ensuite gardé la région, après quoi elle est devenue une partie des «trois Pays d'Outremeuse» du Brabant. Le Brabant vendit plus tard les villes du nord de Munstergeleen, Sittard et Born au comté de Julliers. En revanche, elle a acheté la plupart des droits sur Heerlen (1378). Le drossard de Fauquemont représentait l'autorité au nom du duc de Brabant. Il était responsable, entre autres, de la perception des impôts et de l'entretien du château et des murs de la ville. Le drossard Dirk van Pallandt s'assura en 1465 que le siège par le peuple liégeois put être repoussé.
Au moment de la révolte hollandaise, le duc de Parme reprend la capitale (1578). À la fin de la guerre de 80 ans, la ville retombe aux mains de la République (1644). Cependant, le gouvernement espagnol refuse de se séparer de toute la région. Ce n'est que treize ans après la paix de Münster qu'un accord est trouvé sur la division : le Traité du Parti (1661). Ainsi, le nord est resté à l'Espagne et le sud est allé à la République. Cette division prend effet en 1663.
- La partie espagnole incluait Vieux-Fauquemont, Brunssum et Geleen. Cela comprend de nombreux prêts extérieurs, tels que Limbricht, le château de Wolfrath, le monastère de Saint Gerlach et l'abbaye du Val-Dieu .
- La partie des états inclue Fauquemont, Heerlen, Meerssen et Eijsden. Certaines parties aujourd’hui hors des Pays-Bas comme le village belge de Leut ou le village allemand Hürth . À Schaesberg, en Espagne, la route de campagne Heerlen-Nieuwenhagen a également été laissée aux États généraux .

Dans les parties espagnoles du Pays de Fauquemont, comme dans tous les Pays-Bas espagnols, seul le catholicisme romain était autorisé et des mesures répressives étaient souvent prises contre d'autres religions. Dans les parties des États, l'Église réformée est devenue l'église officielle. Cependant, la population de la région des États est restée majoritairement catholique romaine. La plupart des endroits n'avaient qu'une seule église, de sorte qu'elle était souvent ouverte pour les services de culte simultané (le simultaneum). Dans les autres Pays de la Généralité, ce principe a fait ses preuves depuis 1633. Pourtant, ici aussi, juste au-delà des frontières de la République, surgirent des églises frontalières hors des pays des États pour les fidèles catholiques.
Pendant la guerre de Succession d'Espagne, les Pays-Bas méridionaux ont été hérités par la branche autrichienne de la maison de Habsbourg (1713). Pendant l'ère autrichienne, un échange de zone a eu lieu, comme le prévoit le traité de Fontainebleau (1785) . En échange du comté de Dalhem, l'Autriche a cédé quelques enclaves dans le pays de Fauquemont. Cela concernait principalement le monastère de Saint Gerlach, Vieux-Fauquemont, Strucht, Schin op Geul et Schaesberg . L'échange a été en grande partie préparé et exécuté par l'intendant d'État d'Outremeuse de l'époque, également procureur de Fauquemont, Willem Hendrik van Panhuys (1734-1808). Un conflit éclata au sujet de la seigneurie d'Elsloo, où Fauquemont avait une haute juridiction, mais le seigneur d'Elsloo, Nicolas Antoine d'Arberg de Valengin(1736-1813), refusa de prêter serment d'allégeance. La controverse s'est terminée par des querelles juridiques qui s'éternisèrent jusqu'à l'arrivée des Français en 1794, rendant l'affaire hors de propos.
À l'époque française, les Pays de Fauquemont ont été réunis au sein du département de Meuse-Inférieure (1795-1814), qui plus tard s'est transformé en la première province de Limbourg (1815-1839) .

## Langue
La langue vernaculaire était le limbourgeois, mais les autorités utilisaient le brabançon. L'incorporation par les États généraux n'a pas changé la position des deux variétés. Par conséquent, d'anciens documents d'archives ont été rédigés dans le dialecte brabançon du moyen néerlandais. On retrouve aussi une orthographe typiquement brabançonne comme le "-oi-" de " Oirsbeek ".

## Regarde aussi
- Liste des seigneurs de Fauquemont